# Rhamphomyia testacea
Rhamphomyia testacea är en tvåvingeart som beskrevs av Friedrich Hermann Loew 1862. Rhamphomyia testacea ingår i släktet Rhamphomyia och familjen dansflugor. Inga underarter finns listade i Catalogue of Life.